# Cambronne-lès-Clermont
Cambronne-lès-Clermont település Franciaországban, Oise megyében. Lakosainak száma 1179 fő (2022. január 1.). Cambronne-lès-Clermont Neuilly-sous-Clermont, Ansacq, Bury, Cauffry, Rantigny és Rousseloy községekkel határos.

## Népesség
A település népességének változása:
| Lakosok száma | 1084 | 1100 | 1146 | 1145 | 1167 | 1198 | 1203 | 1211 | 1179 |
|               | 2013 | 2015 | 2016 | 2017 | 2018 | 2019 | 2020 | 2021 | 2022 |